# Религия в Нигере
Наиболее распространённой религией в Нигере является ислам. Его исповедуют около 92% населения страны. Остальные — последователи местных традиционных верований и христиане, в основном католики и протестанты.

## Легальный статус
Конституция Нигера гарантирует свободу вероисповедания. Запрещается создание политических партий с идеологией, основанной на каком-либо вероисповедании. Все религиозные организации должны быть зарегистрированы в Министерстве Внутренних Дел.

## Ислам
Первые мусульмане появились на территории Нигера в XI веке. Широкому распространения ислама способствовало включение Нигера в Сонгайское торговое государство в XV веке. К концу XIX века мусульмане стали религиозным большинством в стране, а в настоящий момент ислам является господствующей религией (92% населения). 
Большинство мусульман (95%) — сунниты, шииты составляют примерно 5% нигерских мусульман. В стране наиболее распространена маликитская религиозно-правовая школа. В южных районах страны влиятелен суфийский орден тиджания, в центральных — кадырия. В Агадесе, Бильме и на границе с Чадом есть сенуситы. В крупных городах есть общины ахмадитов (с 1956 года). В столице страны и в Маради есть ваххабиты.

## Протестантизм
Исследование Pew Research Center в 2010 году насчитало в Нигере 80 тысяч протестантов. Протестанты являются одной из наиболее быстрорастущих религиозных групп Нигера; в 1970 году здесь было лишь 3,4 тыс. протестантов, в 2000 году число верующих данного направления достигло 38 тыс..
Наиболее крупными протестантскими конфессиями на территории Нигера являются евангелисты и пятидесятники.

## Католицизм
Священники Римско-католической церкви прибыли в Нигер в 1931 году из Дагомеи. В 1961 году в стране была создана католическая епархия. В 1972 году был рукоположен первый священник из Нигера. 
В 2010 году численность католиков составила 30 тыс. человек. Значительная часть из них — иностранцы, проживающие в Нигере (в том числе из соседних африканских стран).

## Анимизм
По оценкам, 7% населения страны придерживаются местных африканских верований. Доля анимистов в общем населении страны неуклонно снижается. В 1970 году сторонники данных религий составляли 15,5% населения Нигера.